# Інші пісні
«Інші пісні» (пол. Inne pieśni) — роман польського письменника-фантаста Яцека Дукая, опублікований польською мовою Wydawnictwo Literackie у 2003 році. Роман написаний на межі декількох жанрів фантастичної літератури — фентезі, альтернативної історії та наукової фантастики. У 2003 році роман був удостоєний меморіальної премії імені Януша Зайделя (польська премія в галузі науково-фантастичної літератури).

## Всесвіт
Всесвіт, описаний в романі, дуже подібний до нашого, за винятком одного дуже важливого моменту: замість законів фізики, які відомо нам, Всесвіт керується метафізикою Арістотеля, а також меншою мірою — гегелівською філософією. У цьому світі немає атомів або інших частинок, всього п'ять елементів. Вся матерія складається з цих п'яти елементів, змішаних у пропорціях, визначених Формою. Кожна субстанція має свою ідеальну Форму, морф, яка «існує» окремо від Матерії, хіл, але з'являється лише в Субстанції. У природі також немає еволюції. Природа телеологічна і має свою мету. Сонце та всі планети обертаються навколо Землі, і вони рухаються не в вакуумі, а в ефірі. Хвороби є ознаками безумства розуму, слабкості форми.
Форми визначають Матерію, і людина може змінити Форми. Таким чином, людський розум здатний певною мірою формувати реальність непрямим способом, а наймогутніші уми мають великий вплив на навколишній світ — їх анти (аури, поля впливу) можуть впливати на цілі землі. Земля ділиться на десятки домініонів, кожен з яких знаходиться під контролем Форми кратістоса (чоловіка) або кратісти (жінки): осіб, які мають найпотужніші Форми; їх антіс впливає на культуру, мову, закони цілих націй, навіть біологію тварин і рослин. Увійшовши в домініон кратістоса, поступово виявляється, що все більше й більше природно поводитися, як він, думаєш як він — щоб бути ним. Люди зі слабшою Формою можуть легко домінувати над тими, хто має більш потужну Форму. В аурі деспота трохи більше егоїстичного та суворого; в аурі гедоніста трохи більше гарного та чуттєвого. Подорожуючі мають на антос, набуваючи атрибути землі, яку вони відвідують, аж до її мови. Люди можуть спробувати навчати своїх антів, і є спеціалісти по роботі з особистими аурами — наприклад, в присутності арі — природжені від природи воїни — все це смертельна зброя, і випадковий удар може стати руйнівним.

## Сюжет
Пройшло дванадцять століть з моменту падіння Риму; менше з моменту смерті Крістоса (Христа). Геронім Бербелек колись був потужним стратего (природно народжений лідер, чия форма змушує інших слухати його чи її), але коли він був розбитий одним з кратістосів, відомим як Чернокнижник, його форма і дух були знищені, опущені до рівня дрібного купця, сумного, маленького чоловіка, форма якого легко підкоряється особам з сильнішими формами. Проте ланцюг подій відправляє його в подорож — спочатку до Африки, а пізніше до багатьох нових земель, з глибини домініону Чорнокнижника, через легендарну Александрійську бібліотеку та таємниче літаюче місто, до колонії на Місяці, і в цій подорожі він може отримати шанс на повернення своєї колишньої форми ...

## Вплив та інтерпретація
Основний вплив на Дукая мали філософські концепції Арістотеля та Гегеля. У поєднанні з його досвідом у науково-фантастичній літературі складну книгу важко додати до будь-якого звичного жанру, що змусило багатьох описати його як свого роду «філософську фантастику» або «софістичну фантастику». Філософський, оскільки Дукай представляє значну кількість філософських понять, але також її відносять і до фантастичної літератури: в книзі немає нарисів або тривалих монологів, вона насичена подіями та різнобарвними персонажами.